# SKM-Baureihe 14WE
Die Triebwagen der Baureihe 14WE der Szybka Kolej Miejska (SKM) in Warschau sind dreiteilige elektrische Triebwagen. Ein weiterer Triebwagen wurde an die Polnischen Staatsbahnen (PKP) unter der Baureihenbezeichnung EN61 geliefert.

## Baureihe 14WE der SKM
2005 wurde der Stadtschnellbahnbetrieb in der polnischen Hauptstadt Warschau aufgenommen. Betreiber ist die neu gegründete „Szybka Kolej Miejska“, die von den PKP einige Triebwagen der Baureihe EN57 übernahm.
Ab 2005 wurden sechs EN57 bei Newag in Nowy Sącz, einem ehemaligen Ausbesserungswerk (ZNTK) der PKP, zu Niederflurtriebwagen der Baureihe 14WE umgebaut. Hierbei wurde der komplette Aufbau und die Motoren ersetzt.

## Baureihe EN61 der PKP
Ein siebter 14WE wurde 2006 für die PKP umgebaut. Dieser wurde als EN61-01 eingereiht, trägt zusätzlich aber die Nummer 14WE-07. Er hat eine goldfarbene Lackierung und kommt als „Pociąg Papieski“ (Papst-Zug) zwischen Krakau und Wadowice zum Einsatz, wo im Geburtshaus von Karol Józef Wojtyła, dem späteren Papst Johannes Paul II, eine Gedenkstätte eingerichtet wurde.

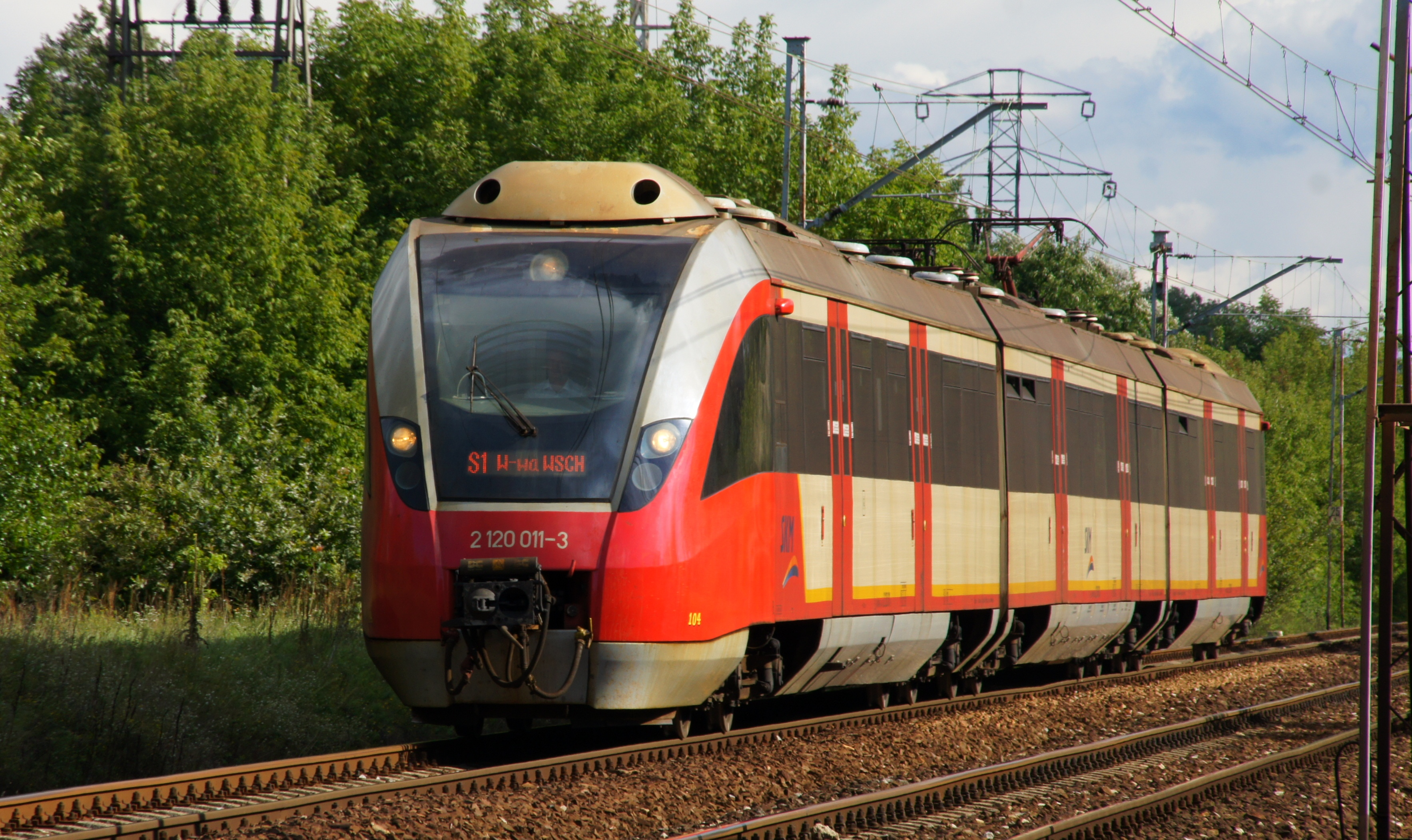
2120 011 in aktueller Lackierung in der Nähe von Józefów (2010)
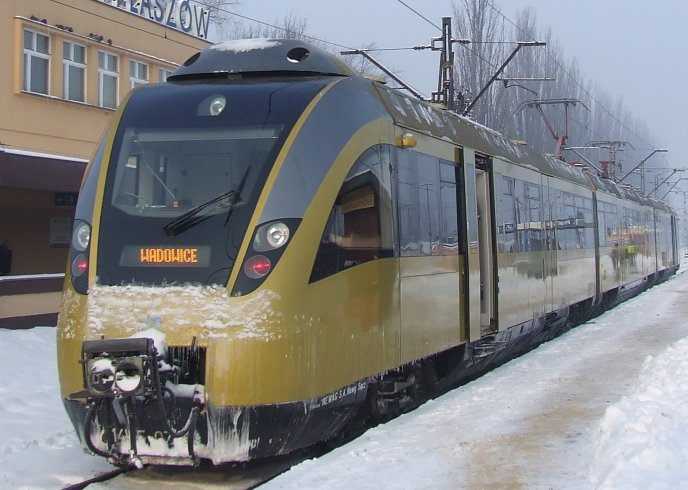
EN61-01 (14WE-07) in Kraków-Płaszów (2007)